# Holmrike Oesterhelt-Leiser

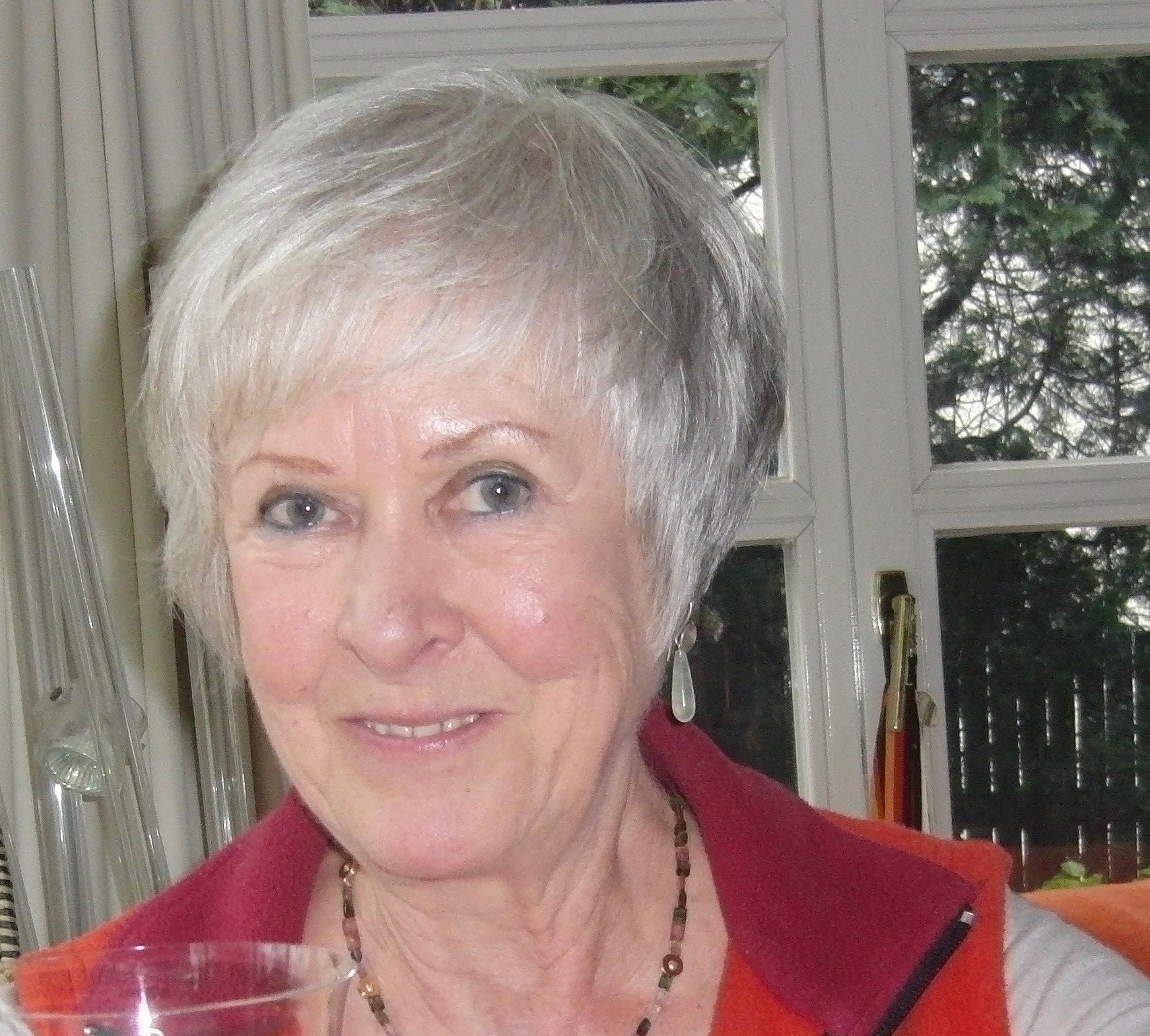
Holmrike Oesterhelt-Leiser, 2017

Holmrike Oesterhelt-Leiser (* 14. Februar 1943 in Bad Mergentheim) ist eine deutsche Rhythmikerin. Sie hatte bis 2008 eine Rhythmik-Professur an der Hochschule für Musik und Tanz Köln inne. Sie lebt und arbeitet als Autorin und freischaffende Bildnerin in München.

## Studium
Nach langjähriger Erfahrung im klassischen Tanz und Stepptanz sowie intensiver musikalischer Ausbildung (Gesang, Violine) studierte Holmrike Oesterhelt-Leiser 1962 nach dem Abitur Rhythmik an der Hochschule für Musik und Darstellende Kunst Stuttgart. Daneben belegte sie in der Schauspielabteilung bis 1967 Fächer wie Sprechtechnik, Chanson, Tanz, Pantomime und szenische Improvisation mit Hospitationen beim Rollenstudium und qualifizierte sich für „schauspielangewandte Rhythmik“, was ihren weiteren Weg mit den Schwerpunkten Bewegungstraining und szenische Improvisation für darstellende Künstlerinnen bestimmte.

## Wirken
Nach ihrem Studium war sie als Dozentin an Schauspielschulen in Österreich und der Schweiz tätig und hatte Verpflichtungen an verschiedenen Theatern in Deutschland und der Schweiz u. a. im Bereich Bühnenmusik und Bewegungsregie.
Des Weiteren unterrichtete sie in Deutschland und der Schweiz an Musikschulen (Blockflöte, Geige, Klavier) und entwickelte eigene Programme für die Musikalische Früherziehung und Musikalische Grundausbildung, ergänzt durch freie Kurstätigkeit für Kinder und Erwachsene. Sie war Mitglied der Musikerkooperative Schweiz (MKS) zur Förderung improvisierter Musik in Zürich, sowie Mitbegründerin einer Kreativitätsschule „Gruppe macht Schule“ in Rapperswil SG (Schweiz).
1977 erhielt sie den Ruf als Professorin für Rhythmik an der Hochschule für Musik und Tanz Köln. Von 1977 bis 2005 systematisierte sie dort das Fachgebiet Rhythmik unter Anwendung relevanter wissenschaftlicher und künstlerischer Erkenntnisse und stellte es auch terminologisch mit einem eigenen Studienpapier auf eine neue Grundlage, unter Berücksichtigung einer stärkeren Gleichberechtigung der beiden tragenden Ausdrucksmedien Musik und Bewegung. Einer der Schwerpunkte war hierbei das Konzept zu Technik und Methode struktureller Improvisation und Komposition in Musik und Bewegung.
Ab 1982 konnte sie ein vier-semestriges Aufbaustudium mit dem Abschluss „künstlerische Reifeprüfung“ einrichten, was dem bis dahin vernachlässigten künstlerischen Aspekt der Rhythmik neue Aufmerksamkeit schenkte.
Mehrere Jahre leitete sie den Arbeitskreis Rhythmik an Hochschulen des Bundesverbandes Rhythmik (heute AMBR – Arbeitskreis Musik und Bewegung/Rhythmik an Hochschulen e.V.). Es folgten internationale Kurs- und Vortragstätigkeit, Beratungstätigkeit an Musikhochschulen, Publikationen in Fachbüchern und Fachzeitschriften.

## Schriften
- Holmrike Leiser: Phantasie der Bewegung. In: Ballett-Journal/Das Tanzarchiv 2/1983, S. 48–49.
- Holmrike Leiser: Phantasie der Bewegung. In: Ballett-Journal/Das Tanzarchiv 3/1983, S. 58–60.
- Holmrike Leiser: Was Kopf hat, hat auch Hand und Fuß. Ist unsere Musikpädagogik körperfeindlich? In: Musik und Bildung 1/1983, S. 15–19.
- Holmrike Leiser: Die Bedeutung der Bewegung für die Entwicklung des Vorschulkindes. In: Karl-Heinz Zarius (Hrsg.): Musikalische Früherziehung. Grundlagen und Grundfragen. Schott, Mainz 1985, ISBN 3-7957-1791-4, S. 75–93.
- Holmrike Leiser: Auf den Spuren der Bewegung. In: Bundesverband Rhythmische Erziehung (Hrsg.): Standortbestimmung Rhythmik. Gustav Bosse, Regensburg 1986, ISBN 3-7649-2341-5, S. 4–10.

Holmrike Oesterhelt-Leiser (HfMT Köln)

- Holmrike Leiser: Was Kunst ist, wissen Sie ... Womit ich mich beschwer. In: LAG Musik NRW (Hrsg.): 19. Rundbrief der Landesarbeitsgemeinschaft Musik e.V. Remscheid 1989, ISBN 3-9801143-2-5, S. 29–45.
- Gertrud Bünner, Holmrike Leiser: Rhythmik – Rhythmisch-musikalische Erziehung. In: Eva Bannmüller, Peter Röthig (Hrsg.): Grundlagen und Perspektiven ästhetischer und rhythmischer Bewegungserziehung. Klett, Stuttgart, ISBN 3-12-922644-3, S. 153–182.
- Holmrike Leiser: Rhythmik. In: Christoph Richter (Hrsg.): Handbuch der Musikpädagogik. Bd. 3 Instrumental- und Vokalpädagogik 2: Einzelfächer. Bärenreiter, Kassel 1995, ISBN 3-7618-1083-0, S. 62–93.
- Holmrike Leiser-Maruhn: Rhythmik. In: Ludwig Finscher (Hrsg.): Die Musik in Geschichte und Gegenwart. Allgemeine Enzyklopädie der Musik begründet von Friedrich Blume, Sachteil, Bd. 8, 2. neubearbeitete Auflage. Bärenreiter – Metzler, Kassel u. a. 2007, ISBN 3-7618-1100-4 (Bärenreiter) / ISBN 3-476-41022-6 (Metzler), S. 252–257.
- Holmrike Oesterhelt-Leiser: Bewegungsimprovisation - Ein Konzept. In: Marianne Steffen-Wittek, Michael Dartsch (Hrsg.): Improvisation. Reflexionen und Praxismodelle aus Elementarer Musikpädagogik und Rhythmik. ConBrio, Regensburg 2014, ISBN 978-3-940768-48-3, S. 229–271.
- Holmrike Oesterhelt-Leiser: Was uns bewegt. In: Christoph Richter (Hrsg.): Musik bewegt. Diskussion Musikpädagogik 65/1. Hildegard-Junker, Hamburg 2015, ISSN 1437-4722, S. 12–18.
- Holmrike Oesterhelt-Leiser: Vom Wert der Bewegung in der Musik. In: Marianne Steffen-Wittek, Dorothea Weise, Dierk Zaiser (Hrsg.): Rhythmik – Musik und Bewegung. Transkulturelle Perspektiven. Transcript, Bielefeld 2019, ISBN 978-38376-4371-8, S. 89–111.